# Stadspoorten van Brussel

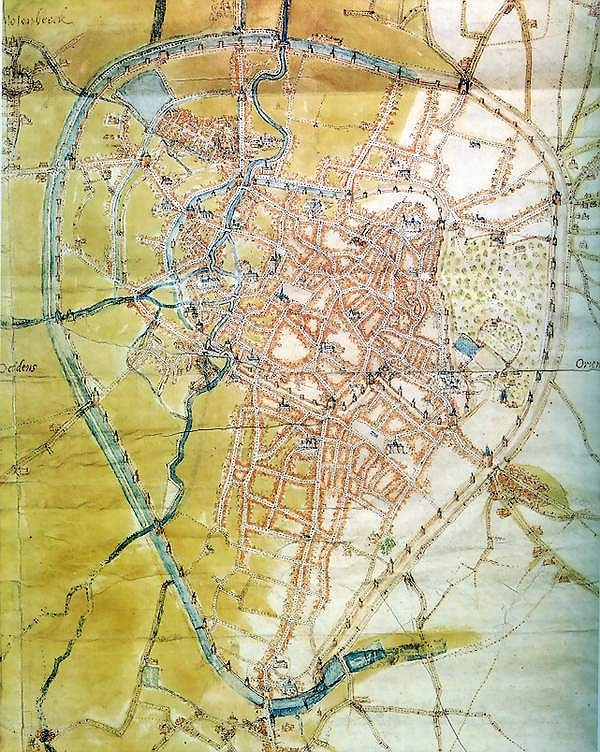
De kaart van Jacob van Deventer toont de beide omwallingen met hun poorten en torens

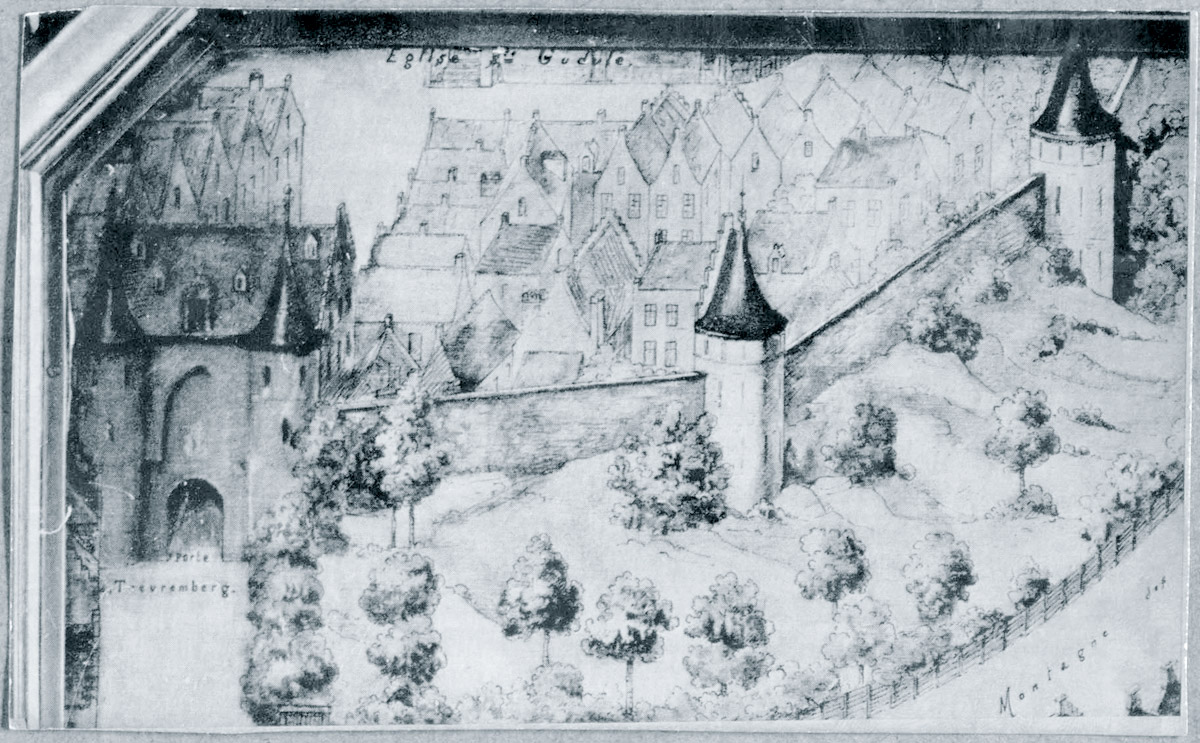
De Treurenbergpoort op de eerste stadswal (François Stroobant, 1857)

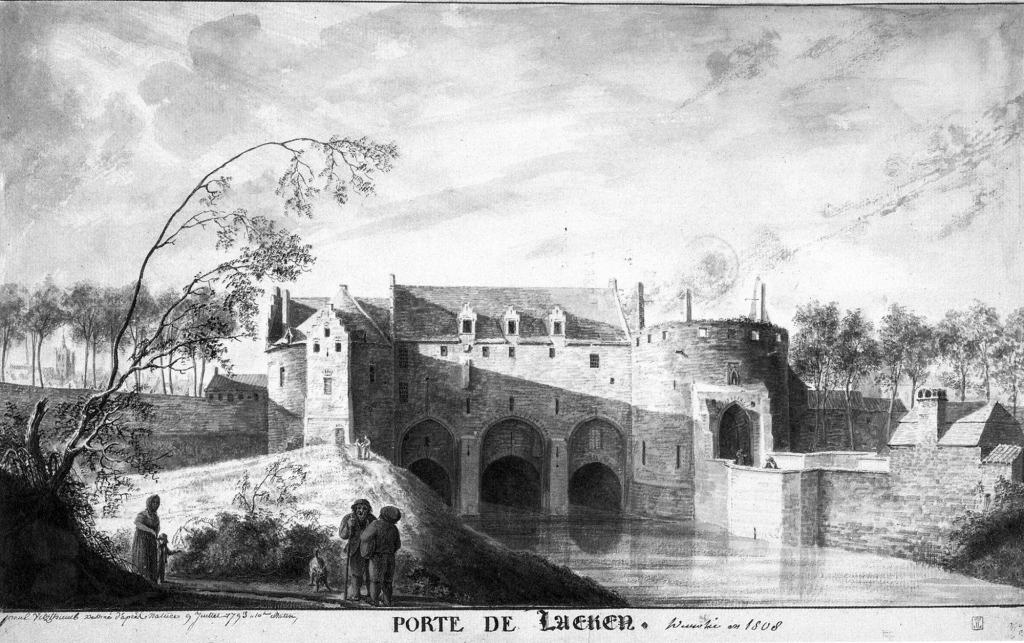
De Lakensepoort met het spui op de Zenne (Paul Vitzthumb, 1793)

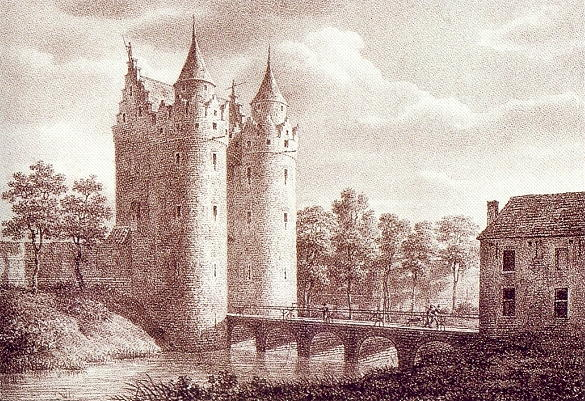
De Vlaamsepoort vlak vóór afbraak

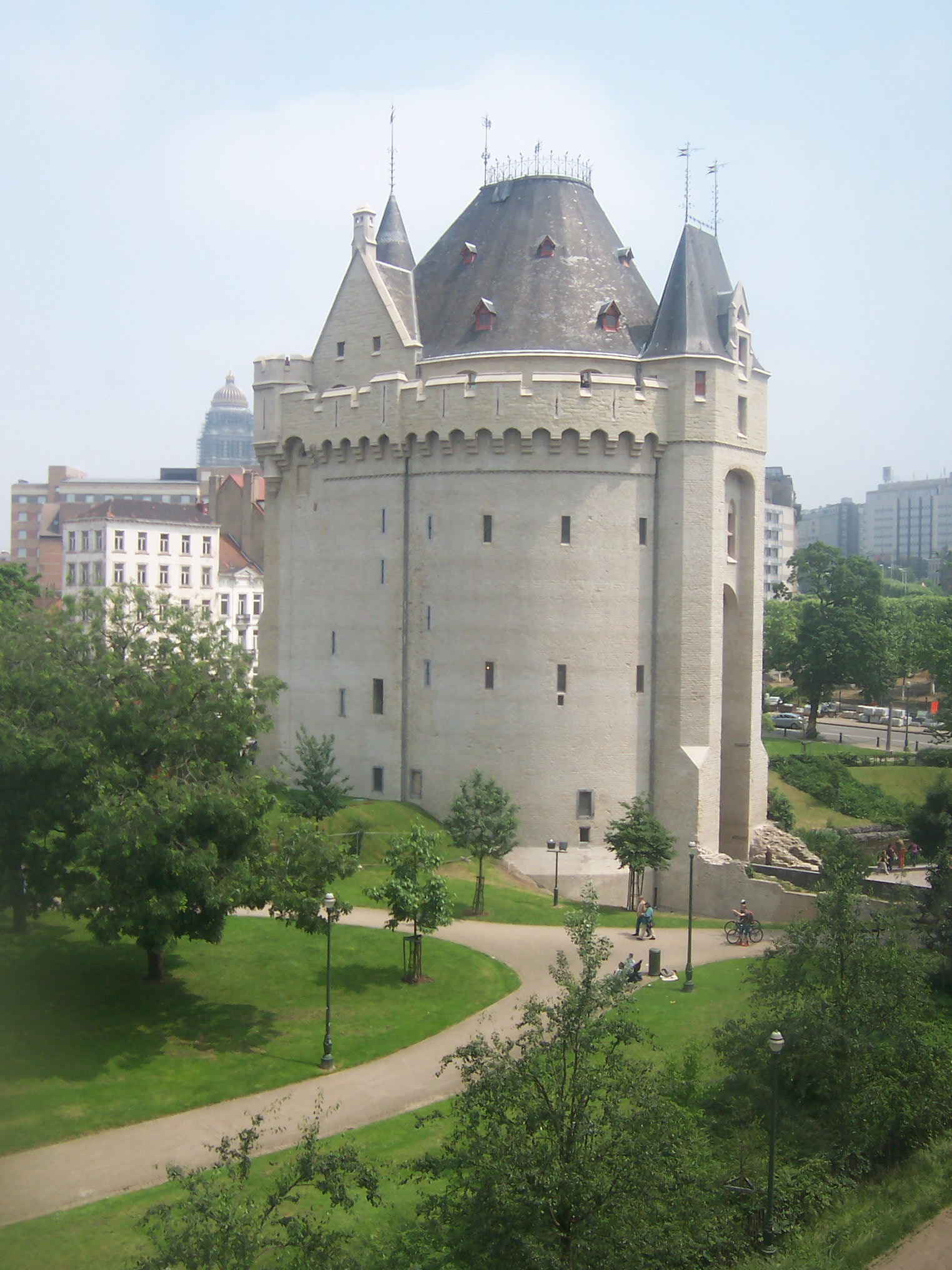
De Hallepoort na de interventie van Hendrik Beyaert

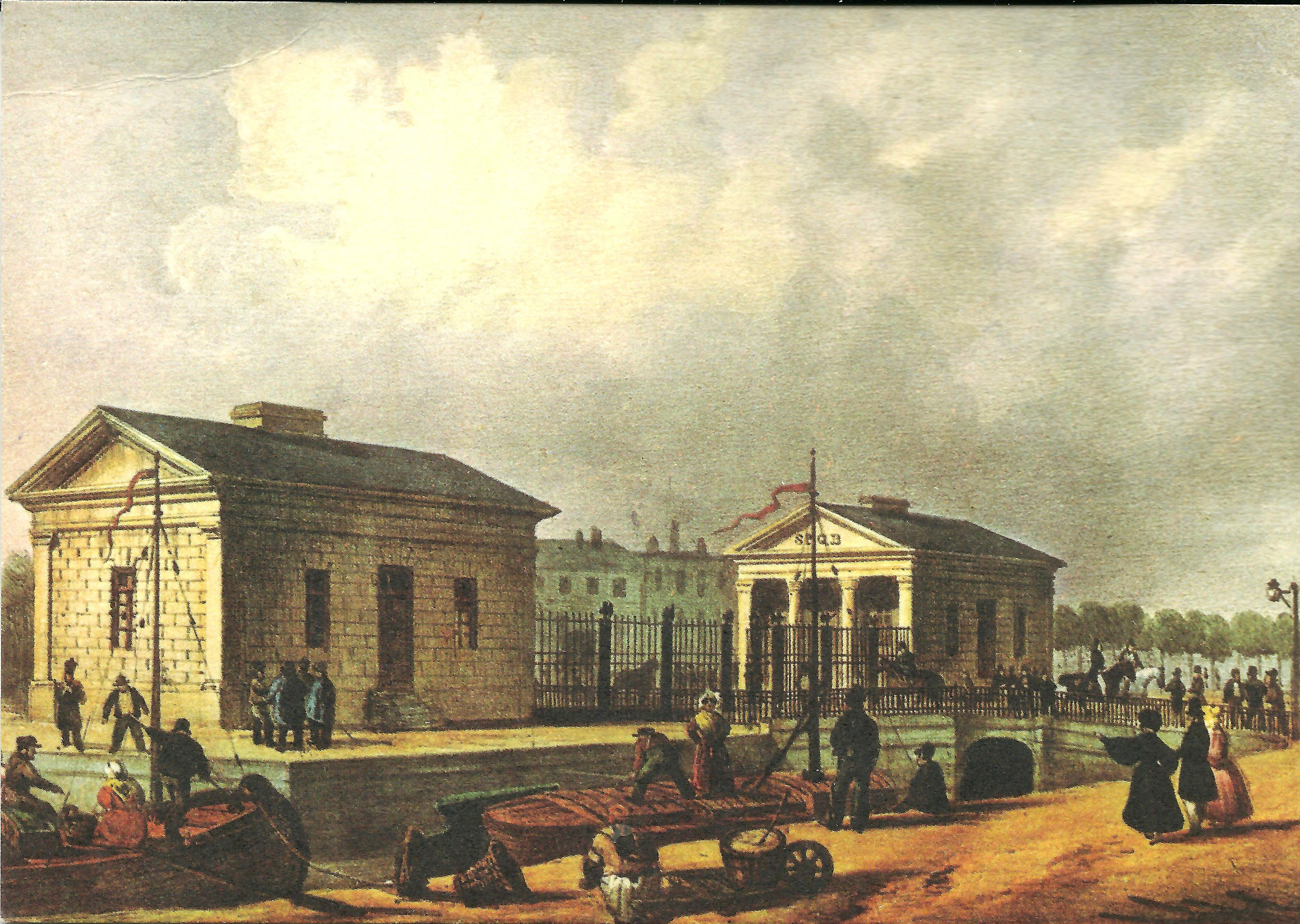
Octrooimuur aan de Vlaamsepoort

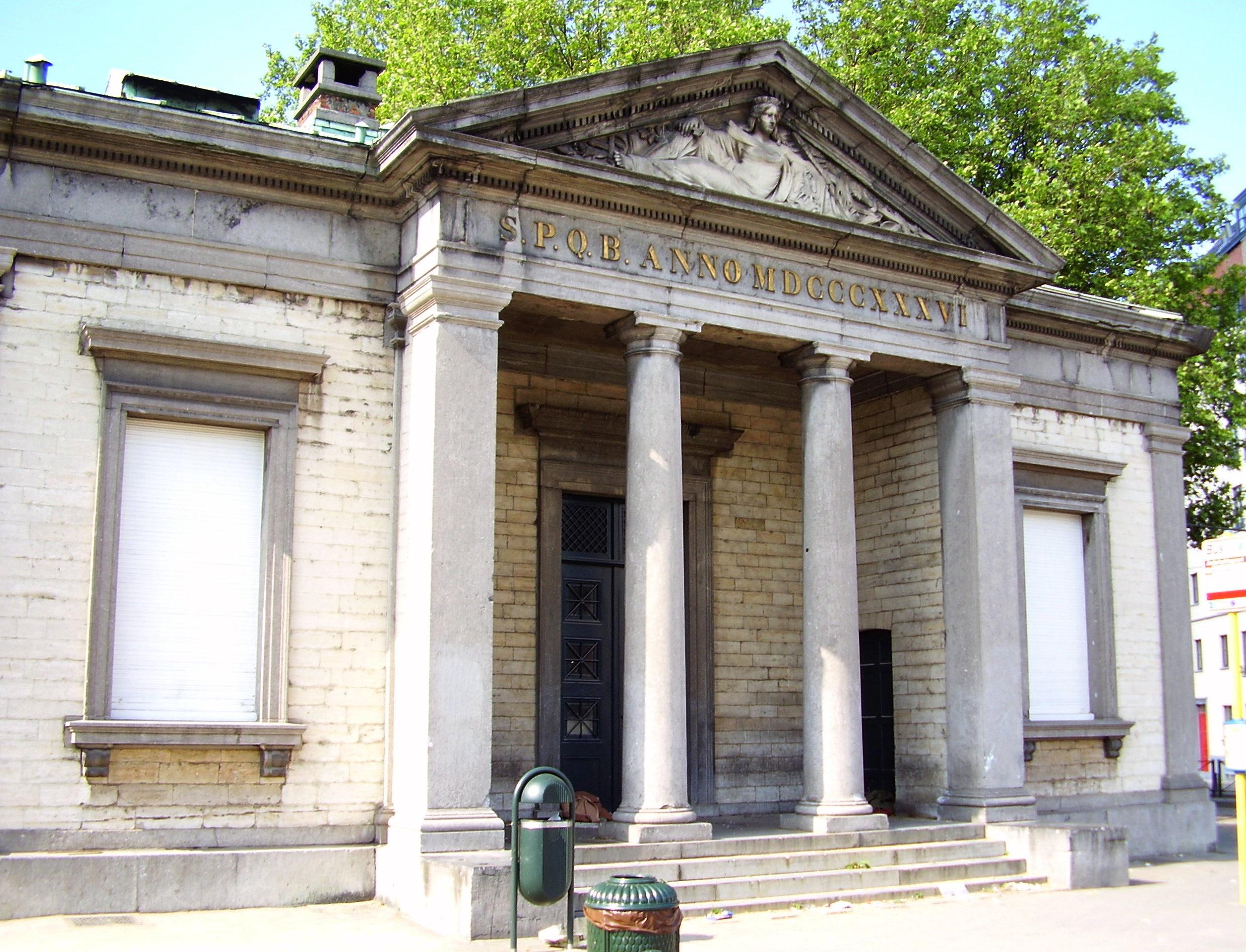
Octrooipaviljoen aan de Anderlechtsepoort (nu het Rioolmuseum)

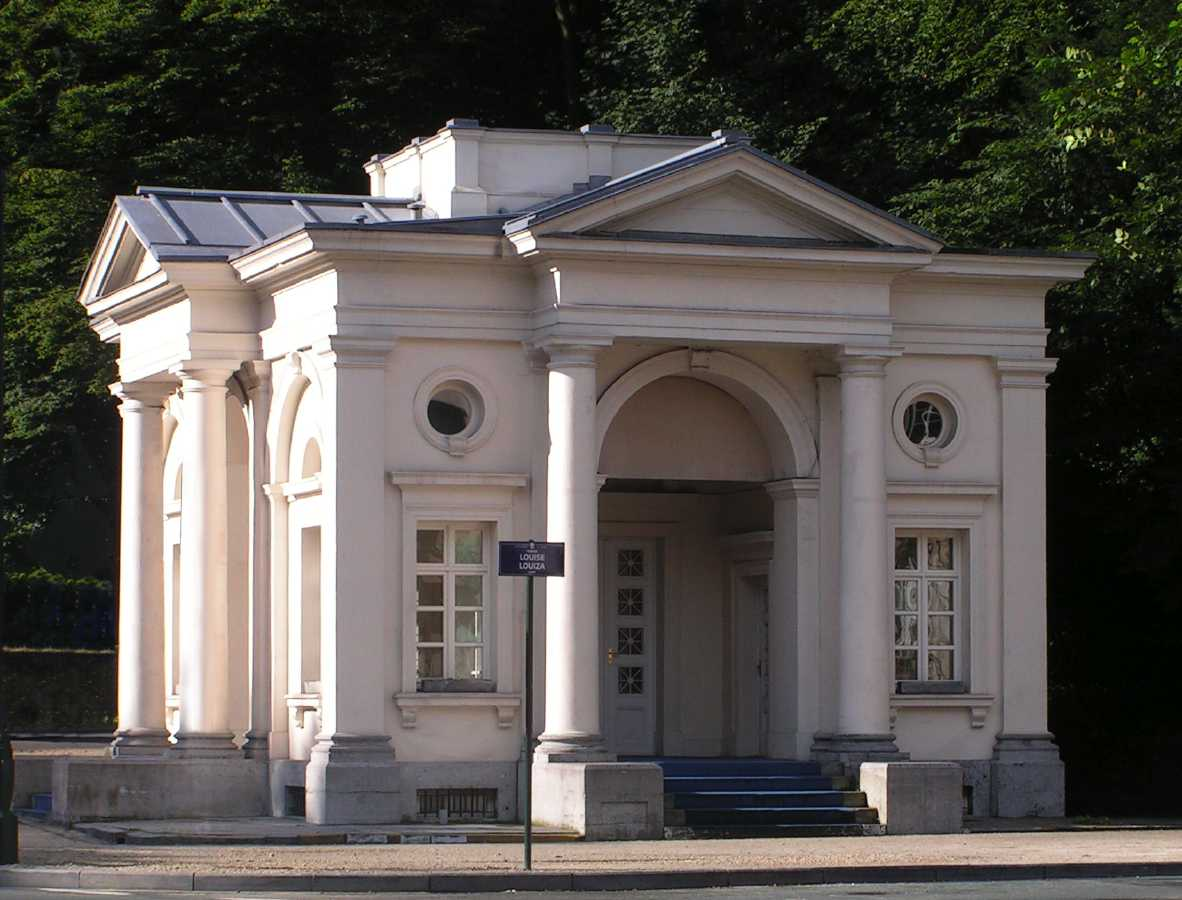
Verplaatst octrooipaviljoen aan het Ter Kamerenbos

In de voorbije eeuwen waren er in Brussel twee stadsomwallingen met telkens zeven stadspoorten. De Hallepoort is nog het voornaamste overblijfsel daarvan. Daarnaast waren er ook hameiden en octrooipaviljoenen die een poortfunctie vervulden.

## Poorten op de eerste stadsomwalling
De eerste stadsomwalling, aangelegd in de 13e eeuw, zorgde voor een breuk met het platteland. De zeven versterkte poorten in de muur kwamen niet overeen met grote verkeersaders. Hun naam verwees naar naburige plekken binnen of buiten de muren. Elk van de Zeven Geslachten van Brussel kreeg een poort toegewezen waarvoor ze het recht hadden de stadsportiers te benoemen. Zeven is geen toevallig getal in Brussel, zoals Erycius Puteanus al wist.
| Poort                                | Eerste vermelding | Afbraak | Vernoemd naar                   |
| ------------------------------------ | ----------------- | ------- | ------------------------------- |
| Warmoespoort                         | 1275              | ?       | Warmoesbroek                    |
| Sint-Goedelepoort (Treurenbergpoort) | 1264              | 1760    | Sint-Goedelekerk                |
| Koudenbergpoort                      | 1264              | 1761    | Koudenberg                      |
| Steenpoort (Kapellepoort)            | 1242              | 1760    | Kapellekerk                     |
| Overmolenpoort (Sint-Jakobspoort)    | 1321              | ?       | Overmolen (Sint-Jacobsgasthuis) |
| Sint-Katelijnepoort                  | 1222              | ?       | Sint-Katelijnekerk              |
| Lakenpoort                           | 1252              | 1573    | Laken                           |

Door de weinig praktische ligging van de versterkte poorten is het niet verwonderlijk dat de eerste stadsmuur ook andere openingen had: wiketten of sluippoorten. Of deze al dan niet van bij de aanvang voorzien waren, valt met de huidige gegevens niet te achterhalen. Ook over hun aantal bestaat weinig duidelijkheid.
| Poort                       | Eerste vermelding | Vernoemd naar                |
| --------------------------- | ----------------- | ---------------------------- |
| Driesmolenwiket             | 1291              | Driesmolen                   |
| Ruisbroekwiket              | 1321-1346         | Ruisbroek                    |
| Leeuwswiket                 | 1329              | Goed van het geslacht Sleeus |
| Wolfswiket (Sint-Janswiket) | 1353              | Goed van het geslacht Wolfs  |
| Bogaardenwiket              | 1356              | Bogaardengodshuis            |

Geen enkel van deze poorten of wiketten staat nog overeind. Soms worden resten ervan teruggevonden bij archeologische opgravingen (bijvoorbeeld aan de Treurenberg).

## Kleine vesten
Op de linkeroever van de Zenne stond in een wijde boog een versterkingswal in de richting van Sint-Jans-Molenbeek. Waarschijnlijk zijn dit de "kleine vesten" zoals die vermeld worden in bronnen. De exacte toedracht en datering blijft enigszins wazig. In elk geval lijkt het erop dat de Filipspoort deel uitmaakte van de kleine vesten. Vanaf 1375 ging men spreken over de Verlorenkostpoort, allicht omdat de tweede omwalling er toen stond en de bouw van de poort verloren moeite was geweest.

## Poorten op de tweede stadsomwalling
Na de Brabantse Successieoorlog legde Brussel in navolging van Leuven nieuwe versterkingen aan. De werken aan de tweede omwalling begonnen in 1357 en duurden twintig jaar. Eerst werden de poorten gebouwd en daarna de muren ertussen. De geslachten stonden nog steeds in voor de aanstelling van de poortwachters, ook op de eerste omwalling. In 1421 verwierven de Naties van Brussel het recht om een van beide portiers te kiezen. Omdat de naties met negen waren, werden de twee grootste torens ook opgenomen in het systeem. Hun burgemeesters moesten erover waken dat de sleutels niet werden nagemaakt of vervalst. 's Nachts werden ze in veiligheid gebracht bij de "verwaarder van de sleutels". Dan waren de poorten gesloten en kon niemand de stad in of uit.
De verdedigingsfunctie van de poorten sprak uit hun omvang en gesloten karakter. De doorgang was nauw en oncomfortabel gehouden. Er waren ophaalbruggen, valhekken, deuren en slagbomen om de controle van het in- en uitgaande verkeer te beheersen. Die controle had ook een fiscale reden. Aan de poorten werden taksen geïnd, zoals het ongeld (assisen) en het wegegeld.
In 1782 besliste keizer Jozef II tot afbraak van de meeste versterkingen in de Oostenrijkse Nederlanden. Op twee na werden alle Brusselse stadspoorten ontmanteld. In 1871 werd ook de Lakensepoort gesloopt, waardoor de Hallepoort nu de unieke getuige is van middeleeuwse poortenbouw in Brussel.
| Poort                                | Eerste vermelding | Verkeersader                    | Geslacht    | Natie            | Afbraak |
| ------------------------------------ | ----------------- | ------------------------------- | ----------- | ---------------- | ------- |
| Lakensepoort                         | 22 juli 1367      | Lakensesteenweg (met omleiding) | Sleeus      | Onze-Lieve-Vrouw | 1808    |
| Keulsepoort (Schaarbeeksepoort)      | december 1357     | Broekstraat (met omleiding)     | Coudenberg  | Sint-Goriks      | 1784    |
| Leuvensepoort                        | 27 oktober 1357   | Leuvensesteenweg                | Steenweeghs | Sint-Jans        | 1784    |
| Nieuwe Koudenbergpoort (Naamsepoort) | juni 1360         | Naamsestraat                    | Roodenbeke  | Sint-Jakobs      | 1784    |
| Obbrusselpoort (Hallepoort)          | 22 juli 1361      | Hoogstraat                      | Serhuyghs   | Sint-Laureins    | /       |
| Anderlechtsepoort                    | 4 mei 1359        | Anderlechtsesteenweg            | Serroelofs  | Sint-Kristoffel  | 1784    |
| Vlaamsepoort                         | 12 september 1380 | Vlaamsesteenweg                 | Sweerts     | Sint-Gillis      | 1783    |
| Poort of toren                       | Eerste vermelding | Verkeersader                    | Geslacht    | Natie            | Afbraak |
| Blauwe Toren                         | ?                 | /                               | /           | Sint-Pieters     | ?       |
| Wollendriestoren                     | 1382              | /                               | /           | Sint-Niklaas     | 1807    |
| Vaartgat (Oeverpoort)                | 1562              | Willebroekse vaart              | /           | /                | 1812    |

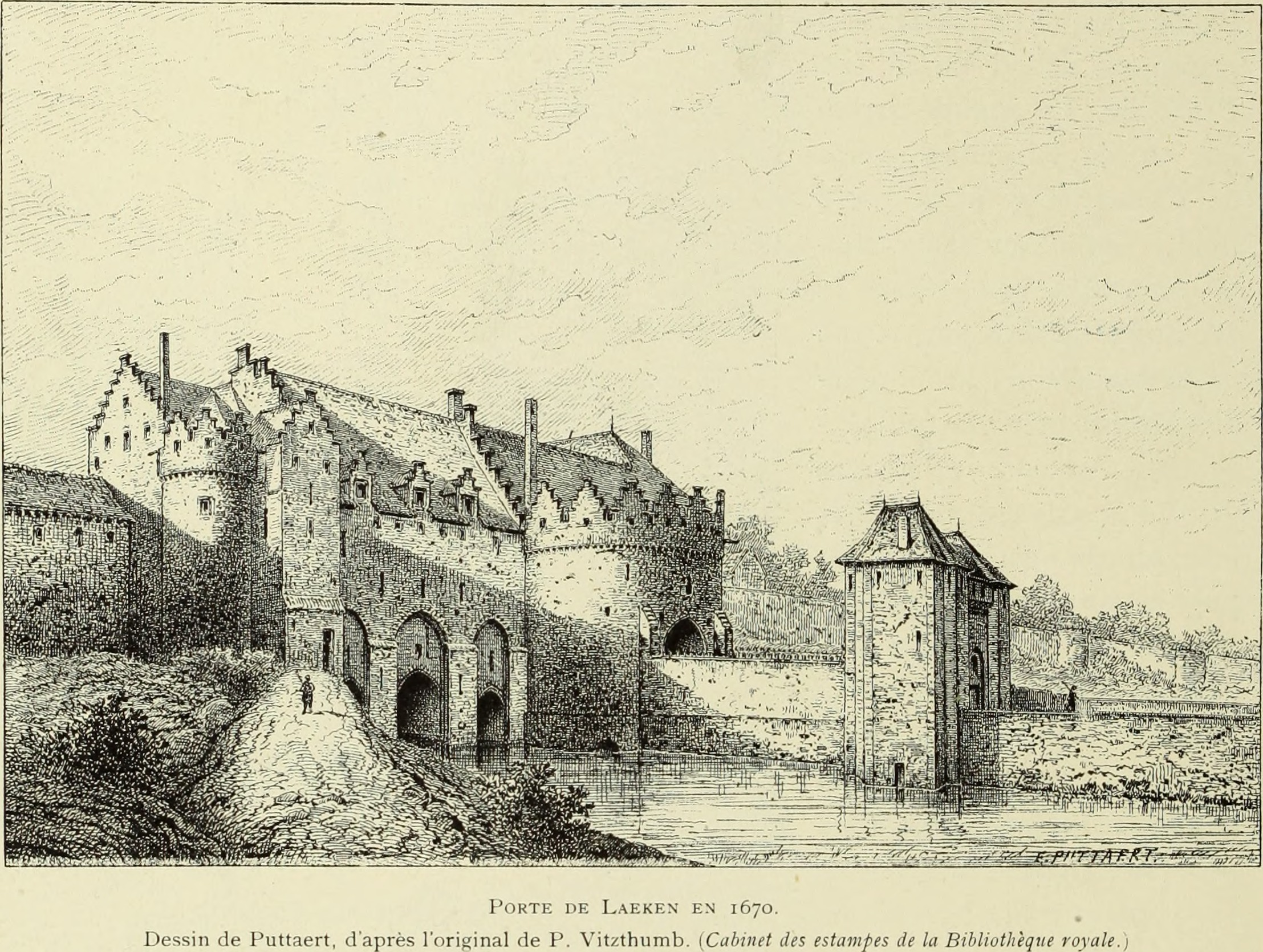
Lakense poort
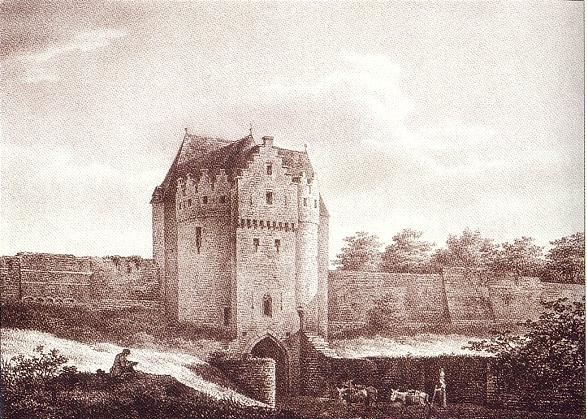
Schaarbeekse poort
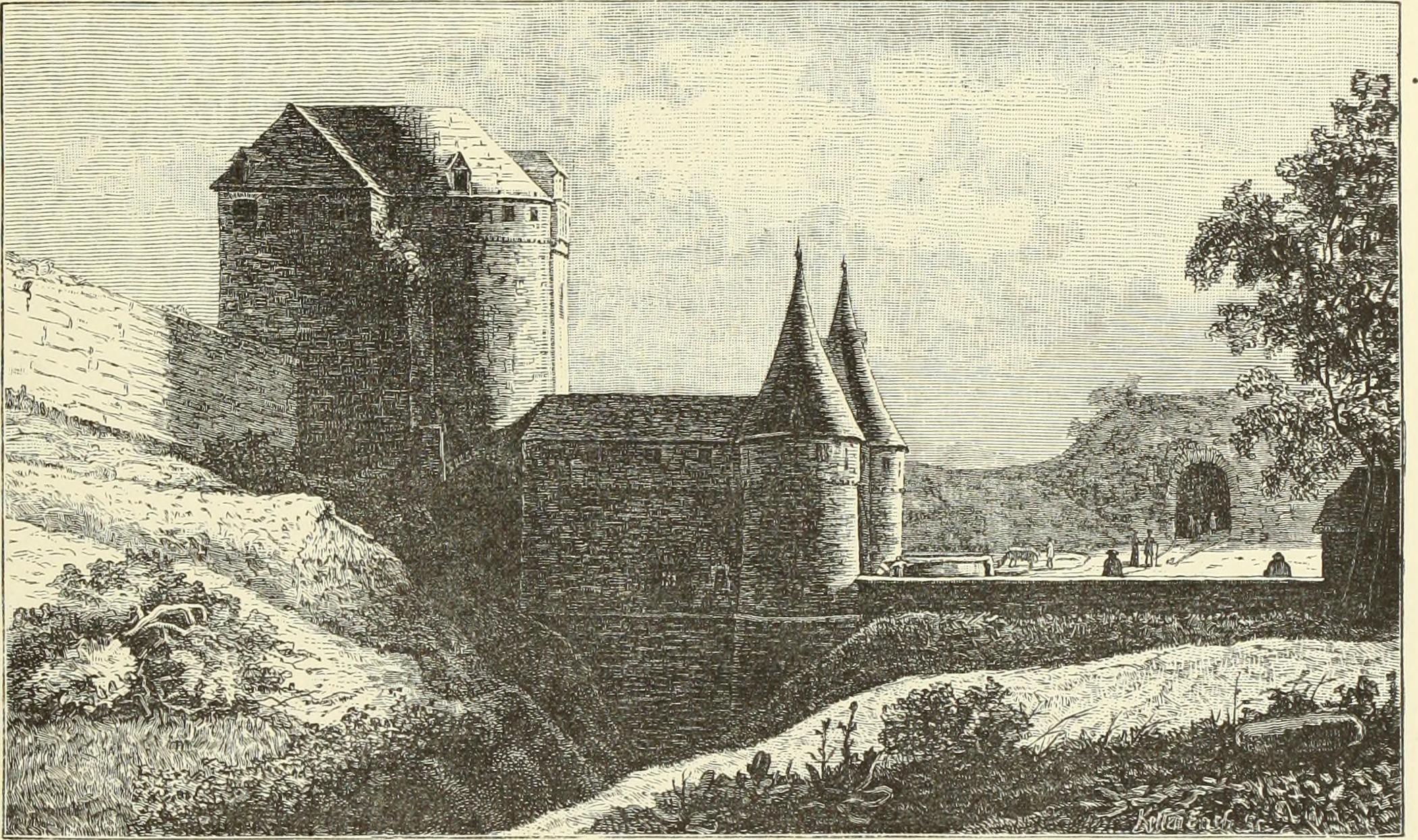
Leuvense poort
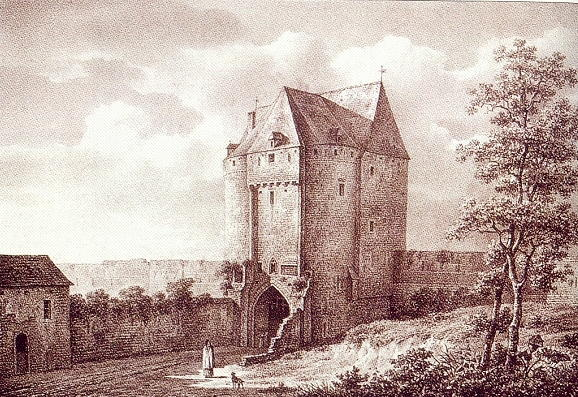
Naamse poort
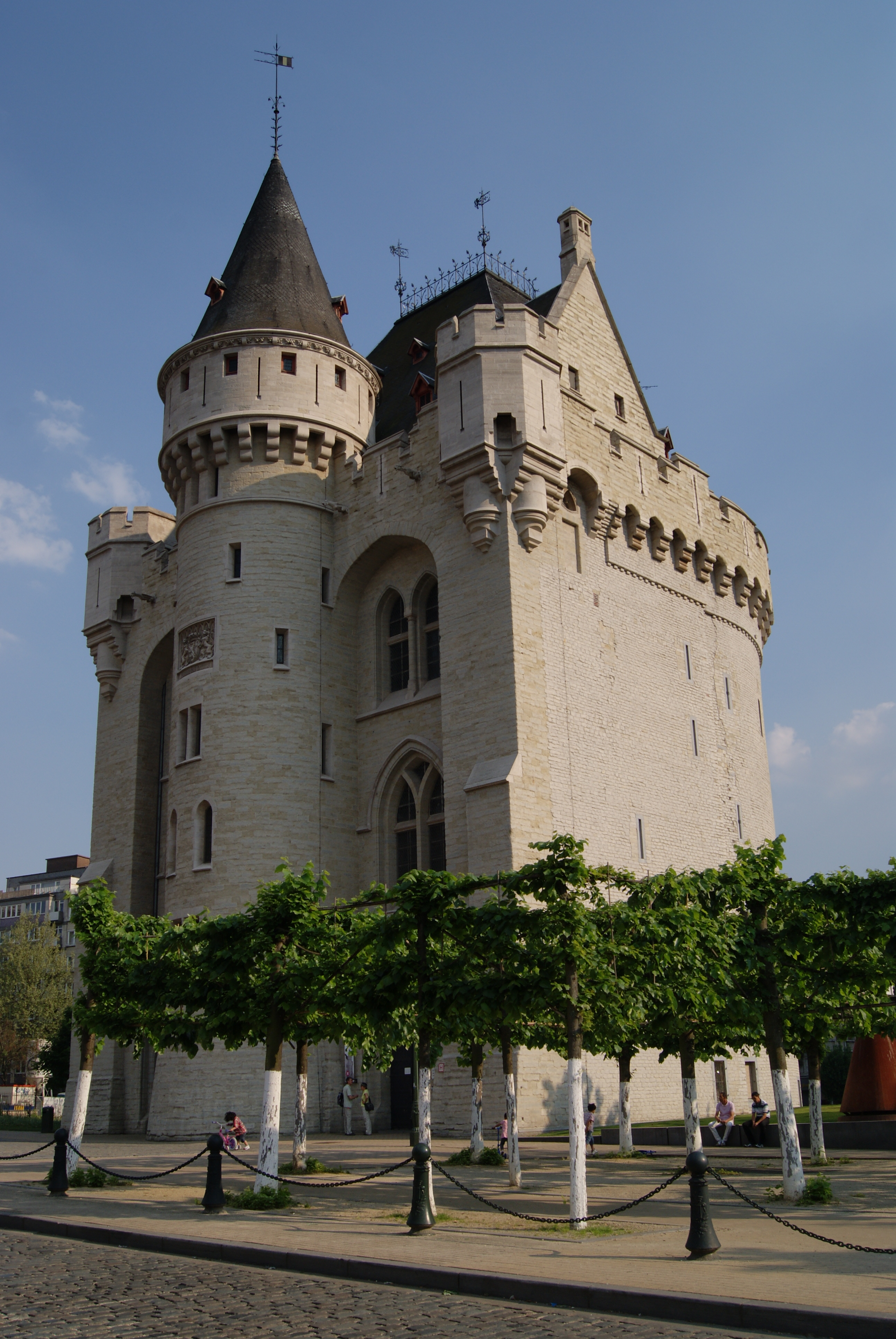
Hallepoort (na de restauraties)
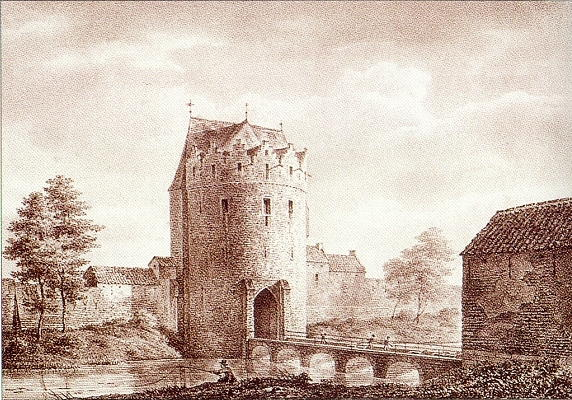
Anderlechtsepoort
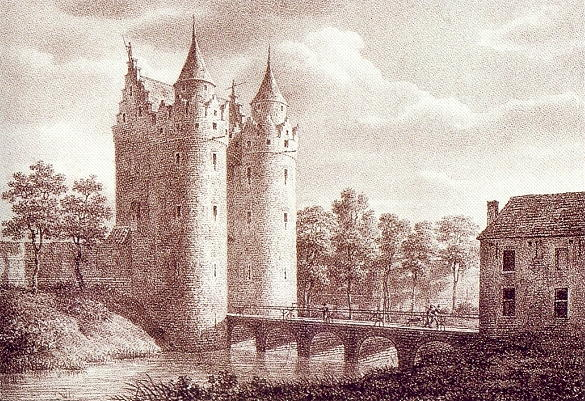
Vlaamse poort

## Hameiden
Na de aanleg van de eerste stadsomwalling verschenen buitenwijken waar de stad een zekere controle over wilde uitoefenen. De hameiden, die voor het eerst een vermelding krijgen in 1303, hebben voor verwarring gezorgd onder historici. Stilaan wordt duidelijk dat ze geen verdedigende functie hadden. Het ging om barrières op uitvalswegen die in samenhang moeten worden gezien met de stadspoorten. Na de bouw van de tweede omwalling werden ze daarom naar buiten verschoven.

## Octrooipoorten
Tijdens het slechten van de stadsmuren werd Brussel afgesplitst van zijn kuip (1795). Om de fiscale aderlating niet nog erger te maken, werden de afbraakwerken stilgelegd. De bouwvallige muren bleven nog even dienstdoen als octrooibarrière. Daarna gingen ze definitief tegen de vlakte om plaats te ruimen voor de brede groenboulevards van Jean-Baptiste Vifquain, aangelegd van 1818 tot 1840. Rondom werd een octrooimuur gebouwd, bestaande uit een 2,5 m hoog houten hek en een drie meter brede gracht. Op de veertien toegangsplaatsen werden tweelingpaviljoenen gebouwd.
| Poort                                                       | Franse naam                                                       | Bouwdatum | Vernoemd naar                                                                    | Status |
| ----------------------------------------------------------- | ----------------------------------------------------------------- | --------- | -------------------------------------------------------------------------------- | --- |
| Groendreefpoort                                             | Porte de l'Allée Verte                                            | 1819      | Groendreef                                                                       | Afgebroken (nieuwe poort in de aslijn van de Groendreef, nadat deze van 1804 tot 1819 via een S-bocht was aangesloten geweest op de Antwerpsepoort) |
| Napoleonpoort, Willemspoort, Leopoldpoort of Antwerpsepoort | Porte Napoléon / Porte Guillaume / Porte Léopold / Porte d'Anvers | 1804      | Napoleon Bonaparte / Willem I der Nederlanden / Leopold I van België / Antwerpen | Afgebroken (in een eerste gedaante was het een triomfboog die achtereenvolgens naar keizer Napoleon, koning Willem en koning Leopold was genoemd)   |
| Keulsepoort                                                 | Porte de Cologne                                                  | 1839      | Keulen                                                                           | Afgebroken |
| Schaarbeeksepoort                                           | Porte de Schaerbeek                                               | 1825      | Schaarbeek                                                                       | Afgebroken |
| Leuvensepoort                                               | Porte de Louvain                                                  | 1823      | Leuven                                                                           | Afgebroken |
| Wetpoort                                                    | Porte de la Loi                                                   | 1849      | Wetstraat                                                                        | Afgebroken |
| Leopoldpoort                                                | Porte Léopold                                                     | 1830      | Leopoldswijk                                                                     | Afgebroken |
| Naamsepoort                                                 | Porte de Namur                                                    | 1836      | Namen                                                                            | Verplaatst naar de ingang van het Ter Kamerenbos (1862)                                                                                             |
| Waterloosepoort, Charleroisepoort of Louizapoort            | Porte de Waterloo / Porte de Charleroi / Porte Louise             | 1840      | Waterloo / Charleroi / Louise Marie van Orléans                                  | Afgebroken |
| Anderlechtsepoort                                           | Porte d'Anderlecht                                                | 1834-1836 | Anderlecht                                                                       | Bewaard |
| Ninoofsepoort                                               | Porte de Ninove                                                   | 1816      | Ninove                                                                           | Bewaard |
| Vlaamsepoort                                                | Porte de Flandre                                                  | ?         | Vlaanderen                                                                       | Afgebroken |
| Oeverpoort                                                  | Porte du Rivage                                                   | 1832-36   | Willebroekse vaart                                                               | Afgebroken |

In de nacht van 20 op 21 juli 1860 werd het octrooirecht, dat het leven in de stad zoveel duurder had gemaakt, tot grote vreugde van de Brusselaars afgeschaft.

## Stadspoorten in de kunst
Afgaande op het grote aantal tekeningen en schilderijen waarop de Brusselse stadspoorten zijn afgebeeld, moeten ze een bijzondere aantrekkingskracht hebben uitgeoefend op kunstenaars. De poorten zijn onder meer afgebeeld door:
- Wenceslas Hollar
- Remigio Cantagallina
- Ferdinand-Joseph Derons
- Paul Vitzthumb

## Kaart
Kaart met de eerste en tweede omwalling, de stadspoorten, de waterpoorten (spuien), enkele waltorens en in blauw de Zennetakken. In groen nog bestaande bouwwerken.

## Voetnoten
1. ↑  Bruxella septenaria (1646)
2. 1 2  Bram Vannieuwenhuyze, Brussel, de ontwikkeling van een middeleeuwse stedelijke ruimte, Proefschrift Geschiedenis, Universiteit Gent, 2008, blz. 319
3. ↑  Roel Jacobs, Een geschiedenis van Brussel, 2004, blz. 74-79
4. ↑  De weg werd onderbroken door de stadsmuur, die passanten dwong tot een U-vormige omweg via de verderop gelegen poort. Ze lag verderop omdat ze de Zenne moest beveiligen (een geheel met Lakenspui).
5. ↑  L. Verniers, "Les transformations de Bruxelles et l'urbanisation de sa banlieue depuis 1795", in: Annales de la Société Royale d'Archéologie de Bruxelles, deel XXVII, 1934, p. 109
6. ↑  De eerste stadsomwalling van Brussel